# Morten Nielsen
 Der er flere personer med dette navn, se Morten Nielsen (flertydig).
Morten Nielsen, døbt Karl Bent Lebrecht Nielsen (ændret til kaldenavnet "Morten", da han var voksen) (født 3. januar 1922 i Aalborg, død 29. august 1944 i København) var en dansk digter og modstandsmand.

## Liv og virke
Han voksede op i Kærlundsvej 26 i Aalborg, men flyttede efter studentereksamen til København, hvor han indgik i kredsen omkring tidsskriftet Vild Hvede sammen med Tove Ditlevsen, Halfdan Rasmussen, Piet Hein og Ib Spang Olsen. Nielsen knyttede sig især til den lidt ældre Halfdan Rasmussen, der nærede stor beundring for den rødhårede ålborgenser, der i et brev udtrykte sig sådan: "Man skal ikke skrive Digte om Livet, man skal skrive Digte som selv er Liv."
I efteråret 1940 stiftede Tove Ditlevsen Unge Kunstneres Klub, der holdt det gående i halvandet år, og også kom til at omfatte Morten Nielsen. Hun bemærkede, at han var "forelsket i Sonja Hauberg, og Piet Hein i mig. Det er blevet afgjort på få torsdage."
Morten Nielsen kom ind i modstandsbevægelsen i 1942, hvor han hjalp med at trykke illegale blade samt planlægningen af flugtruter til Sverige for transport af jøder. I 1944 blev han involveret i selve transporterne. Han havde også deltaget i en stikkerlikvidering, men uden selv at affyre våben.
Den 29. august 1944 blev Nielsen efter et møde med "Citronen" fundet død af et pistolskud i brystet. Den officielle forklaring var også dengang, at det var et vådeskud. Flere centrale personer i Holger Danske mente dog at vide, at "Citronen" havde dræbt Morten Nielsen. Motivet skulle være jalousi, fordi Nielsen skulle have haft en affære med "Citronen"s kone. Ved sin død var Nielsen imidlertid kæreste med Tutti Lütken, omtalt i Tove Ditlevsens erindringsbog Gift. Om Nielsens død skriver Arne Herløv Petersen, at Morten Nielsen skulle aflevere en Luger-pistol til Jørgen Haagen Schmith ("Citronen") og blev ramt af et skud i brystet. Thomas Bredsdorff har undersøgt sagen og kom til den konklusion, at det nok var et vådeskud.
Mødet med "Citronen" drejede sig om en våbenoverlevering, deriblandt afprøvningen af en pistol. Lugeren var kendt for at være usikker; den kunne gå af ved mindste berøring af aftrækkeren. Da der blev taget ladegreb, gik skuddet af oppefra og nedefter. Det ramte Morten Nielsen i hjertet og gik derfra ud gennem ryggen. Han var død på stedet. Ifølge Nielsens ungdomsven Mogens Krustrup havde Nielsen fået til opgave at overlevere en række våben til "Citronen". Så gik et skud af, sandsynligvis affyret af "Citronen", selv om han aldrig indrømmede det. Han forklarede tværtimod, at Nielsen havde skudt sig selv. Men ud fra skudvinklen er den forklaring helt umulig, og Morten Nielsen havde intet motiv for pludselig at begå selvmord. Noget depressivt gemyt var han heller ikke. "Citronen" var efterfølgende meget tavs og præget af hændelsen. Ved begravelsen den 5. september fra Budolfi Kirke i Aalborg skulle "Citronen" ifølge Krustrup have henvendt sig til den afdødes mor, som om han ville undskylde sig; men da han selv døde 14 dage efter, kan oplysningen ikke bekræftes.
Inden Morten Nielsens død havde han kun publiceret en enkelt digtsamling, Krigere uden Vaaben. Størstedelen af digtene handlede om forholdet til døden.
Efter hans død udkom Breve til en Ven, Breve fra Morten Nielsen og Efterladte Digte.
Han er begravet på Almen Kirkegård i Aalborg.
En DR podcast, Speditørens død i fire afsnit, undersøger Nielsens død nærmere.
Digtet Øjeblik er taget med i den danske kulturkanon.

## Næst sidst(trykt i 1945)
Her går de udad, udad, falder og synker væk,
og din var deres munterhed og desperate skræk.
De synker i dag, og i morgen med, og hvem står vel så for tur
til møderne ude på isgrå marker eller imod en mur?
Her går de udad, udad, unge mænd som vi selv,
og ingen af dem fik levet sit liv, og ingen fik sagt det farvel.

## Fra digtetUnderklang(1943)
Alt, hvad der lever i verden -
af dig, der engang var min ven,
af dig er der kun dit dødsøjebliks
knugende angst igen.
Æblerne bliver tunge
og sitrer i dagenes sensommerglød.
Men hårdt som en kulde i mig
står budskabet om din død.